# Mohammed Hoessein Tantawi
Mohammed Hoessein Tantawi Soliman (Arabisch: محمد حسين طنطاوى) (Caïro, 31 oktober 1935 – aldaar, 21 september 2021) was een Egyptisch veldmaarschalk die van 11 februari 2011 tot 30 juni 2012 het de facto staatshoofd van Egypte was in zijn hoedanigheid als hoofd van de Opperste Raad van de Strijdkrachten. Tantawi was van Nubische afkomst.

## Levensloop
Mohammed Tantawi diende tijdens de oorlogen van 1956 (de Suez-crisis), 1967 (de Zesdaagse Oorlog) en 1973 (de Jom Kippoer-oorlog) als infanterie-officier. Nadien was hij onder andere militair attaché in Pakistan. In 1989 werd hij bevorderd tot veldmaarschalk. Op 20 mei 1991 volgde Tantawi luitenant-generaal Yousef Sabry Abo Taleb op als minister van Defensie en Militaire Productie.
Tantawi nam aan de zijde van de geallieerde coalitie deel aan de Tweede Golfoorlog.
Tijdens de protesten van 2011 werd hij genoemd als mogelijk opvolger van president Hosni Moebarak. Op 31 januari 2011 werd hij vicepremier in het kabinet van Ahmed Shafik, terwijl hij ook in functie bleef als minister van Defensie.
Op 11 februari 2011 droeg president Moebarak de macht over aan de Opperste Raad van de Strijdkrachten, met Tantawi als voorzitter. De Opperste Raad deelt de macht met de voorzitter van het Opperste Constitutionele Hof Farouk Sultan. Een van de belangrijkste taken van de nieuwe militaire regering was het ontbinden van het kabinet en het parlement en het ordelijk leiden van het overgangsproces dat culmineerde in de presidentsverkiezingen van 2012 waarbij Mohamed Morsi werd verkozen tot de nieuwe president. Op 30 juni 2012 nam Morsi de macht over van Tantawi en op 12 augustus 2012 stuurde president Morsi Tantawi met pensioen. Ook had Morsi alle door het leger afgekondigde grondwettelijke amendementen die het militaire apparaat veel macht gaven ongeldig verklaard.
Mohammed Tantawi stond te boek als een loyaal volgeling van Moebarak. Hij overleed na een periode van ziekte in Caïro op 85-jarige leeftijd.

## Onderscheidingen[6]
- Grootkruis in de Orde van de Republiek
- Militaire Orde van de Republiek (Egypte) (Wisam al-Gomohouriyya al-'Askariia)
- Grootkruis in de Orde van de Nijl (Nishan al-Nil) in augustus 2012
- Orde van Sint-Michaël en Sint-George
- Orde van de Infant Dom Henrique
- Orde van Voorname Dienst (Pakistan)
- Kuwait Liberation Medal (Koeweit) (Wisam Al-Tahrir)
- Kuwait Liberation Medal (Saoedi-Arabië) (Naut Tahrir al-Kuwait)
- Kuwait Liberation Medal (Egypte)
- Orde van de Bevrijding (Egypte) (Wisam al-Tahrir)
- Palestina medaille (Medalyet Falasteen)
- Herinneringsmedaille voor 6 oktober
- Overwinningsmedaille (Egypte) (Nuut al-Nasr)
- Orde van het Jubileum van de Verenigde Arabische Republiek (Wisam Zakri' Hiyaam al-Gomohoriyya al-'Arabiyya al-Muttahidda)
- Tunesië Medaille
- Herdenkingsmedaille van het Leger
- Jubileummedaille voor de 10e jaar van de Revolutie
- Jubileummedaille voor de 20e jaar van de Revolutie
- Medaille voor 25 april 1982 (Nuut 25 Abril 1982)
- Orde van de Sport (Egypte)?
- Militaire medaille voor Onafhankelijkheid (Nuut al-Istiqlal al-'Askarii)
- Militaire medaille voor Dapperheid, 2e klasse  (Nuut al-Shaga'a al-Askarii)
- Militaire medaille voor de Evacuatie (Nuut al-Gala'a al-Askarii)
- Medaille voor Militaire Plicht (Nuut al-Waagib al-'Askarii)
- Medaille voor Training (Nut al-Tadrib)
- Gewondeninsigne (Saoedi-Arabië) (Nuth Al-Ma'rkat)
- Medaille voor Oorlogsverwonding (Egypte) (Midalliyya Garahii' al-Harb)
- Medaille voor Verdienste (Midaliyyat al-Khidmat al-Tawilla)
- Medaille voor Trouwe dienst en Goed Voorbeeld (Midalat Al-Khidmat al-Tawilat wa al-Qarafat al-Hasanat)
- Vriendschapsmedaille van de Aswandam
- Herinneringsmedaille van de Dag van het Leger

Mohammed Naguib · Gamal Abdel Nasser · Anwar Sadat · Soefi Aboe Taleb (wnd.) · Hosni Moebarak · Mohammed Hoessein Tantawi (wnd.) · Mohamed Morsi · Adly Mansour (wnd.) · Abdul Fatah al-Sisi
- Gemeinsame Normdatei: 1046817078
- Library of Congress Control Number: no2016022405
- Nationale Bibliotheek van Israël: 987011910671805171
- Virtual International Authority File: 306275670
- WorldCat: E39PBJppBBC7rkVB9F6dTBdYT3